# Jenna Prandini
Jenna Elizabeth Prandini (Fresno, 20 de noviembre de 1992) es una deportista estadounidense que compite en atletismo, especialista en las carreras de relevos.
Participó en dos Juegos Olímpicos de Verano, en los años 2016 y 2020, obteniendo una medalla de plata en Tokio 2020, en la prueba de 4 × 100 m.
Ganó dos medallas en el Campeonato Mundial de Atletismo, oro en 2022 y plata en 2015.

## Palmarés internacional
| Juegos Olímpicos   | Juegos Olímpicos        | Juegos Olímpicos | Juegos Olímpicos |
| Año                | Lugar                   | Medalla          | Prueba           |
| ------------------ | ----------------------- | ---------------- | ---------------- |
| 2020               | Tokio (Japón)           | Medalla de plata | 4 × 100 m        |
| Campeonato Mundial |                         |                  |                  |
| Año                | Lugar                   | Medalla          | Prueba           |
| 2015               | Pekín (China)           | Medalla de plata | 4 × 100 m        |
| 2022               | Eugene (Estados Unidos) | Medalla de oro   | 4 × 100 m        |